# The Agonist
The Agonist sono stati un gruppo musicale deathcore canadese proveniente da Montréal.
Attivi tra il 2004 e il 2023, erano principalmente noti per la capacità della loro prima cantante Alissa White-Gluz di usare sia la voce pulita che il growl. Durante la loro carriera hanno pubblicato sei album in studio e due EP, oltre ad aver partecipato a diversi tour insieme a gruppi come Sonata Arctica, Epica, Kamelot, Chelsea Grin, Arsonists Get All the Girls, The Faceless e Visions of Atlantis.

## Storia del gruppo

### Once Only Imagined(2004-2008)
Il gruppo si è costituito nel 2004 sotto il nome iniziale di The Tempest, successivamente mutato in The Agonist. Il primo album in studio è stato Once Only Imagined, distribuito il 14 agosto 2007 sotto la Century Media Records. Inizialmente pensato per essere un demo, la produzione di Only Once Imagined porta la band all'aggiunta del batterista Simon McKay. Il 28 agosto 2007 viene pubblicato il video musicale di Business Suits and Combat Boots, prodotto dal regista David Brodsky.
In seguito alla pubblicazione del disco, gli Agonist hanno svolto dei tour assieme a band come God Forbid, Epica, The Faceless, Sonata Arctica, Overkill, Visions of Atlantis e Enslaved.

### Lullabies for the Dormant Mind(2009-2011)

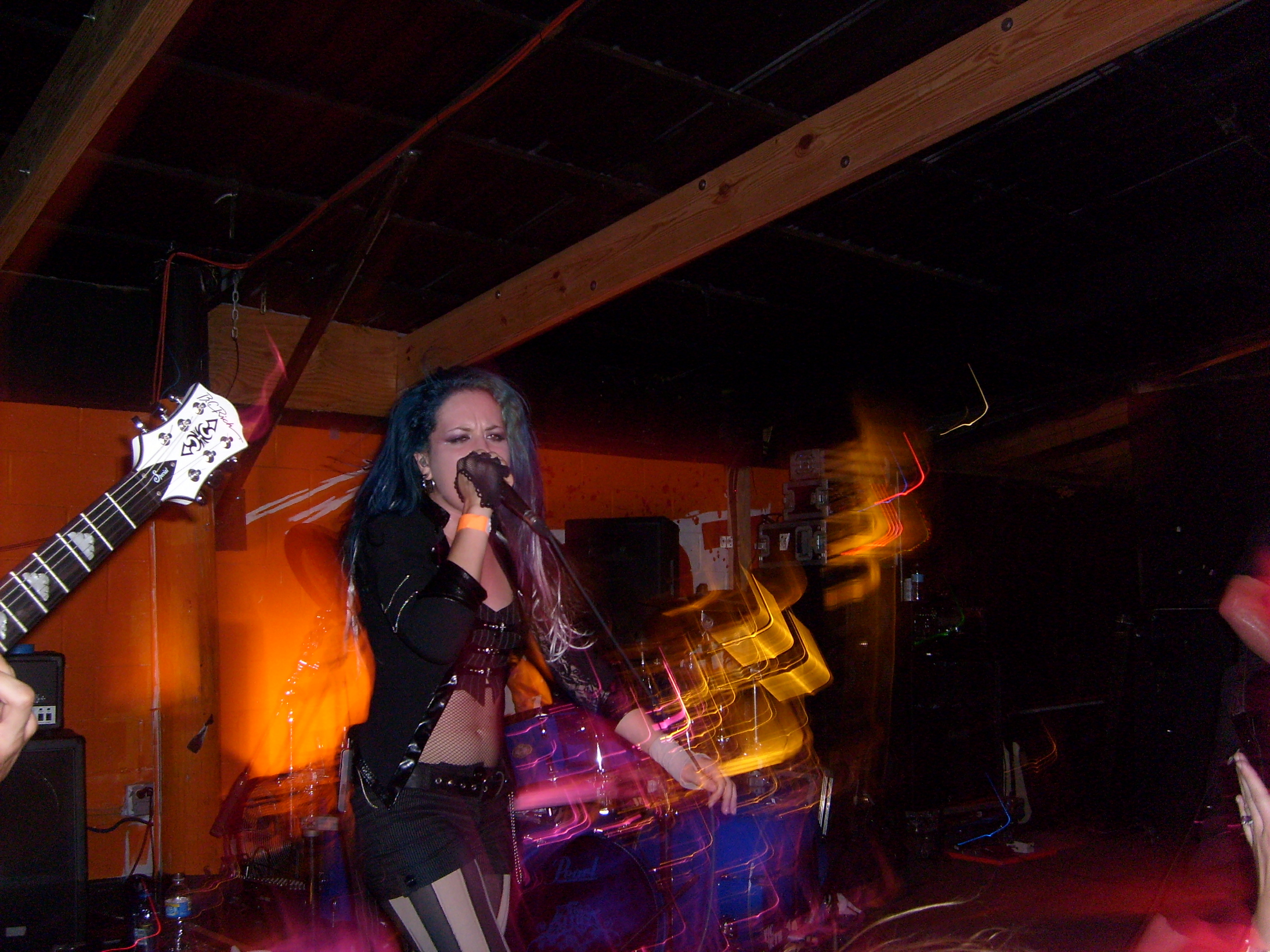
Il gruppo in concerto nel 2009 con Alissa White-Gluz

La band realizza il loro secondo album, Lullabies for the Dormant Mind, nel marzo del 2009. Il 18 aprile pubblicano il video per il brano ...And Their Eulogies Sang Me to Sleep, prodotto da David Brodsky. Il 22 aprile pubblicano il video di Birds Elope with the Sun, il quale consiste in vari spezzoni ripresi dal tour della band. Il 3 settembre del 2009 realizzano un terzo video, quello per il brano Thank You, Pain.
Al termine del tour con gli Epica e gli Scar Symmetry, nel dicembre del 2010, la band annuncia che sta lavorando alla composizione di un nuovo album il quale sarà pubblicato nel 2012.

### Prisoners(2011-2013)
Nel 2011 gli Agonist prendono parte al Pandemonium over North America Tour assieme a Kamelot, Alestorm e Blackguard. Nel mentre pubblicano un EP intitolato The Escape nel quale vengono presentati due dei brani che saranno presenti nel loro terzo album. La cantante Alissa White-Gluz racconta a metalconcerts.net che la musica del gruppo è maturata, non più dura ma più melodica. Dice inoltre che vi saranno influenze più "classiche" di band come Pantera e Radiohead. Alissa White-Gluz racconta a Lithium Magazine che la registrazione potrebbe essere buona per chi ha una mente aperta riguardo ai gusti musicali e cattiva per coloro a cui piace solo il brano Thank You, Pain. Gli ultimi processi di registrazione avranno luogo in seguito alla conclusione del tour con i Kamelot.
L'album Prisoners viene pubblicato il 4 giugno in Europa e il 5 giugno del 2012 nel Nord America da parte della Century Media Records ed è stato prodotto da Christian Donaldson. Il brano Ideomotor viene scelto come primo singolo e da esso, il 10 giugno, viene pubblicato un video.

### Cambio di formazione,Eye of Providence(2014-2015)

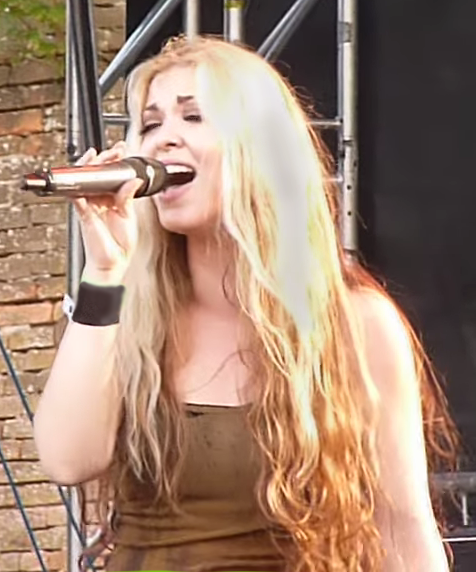
Vicky Psarakis

Il 17 marzo 2014 White-Gluz è entrata a far parte del gruppo melodic death metal svedese Arch Enemy, sostituendo Angela Gossow. Questo segna anche la fine del rapporto tra i The Agonist e la White-Gluz, che ha deciso di allontanarsi dal gruppo per potersi concentrare totalmente sui suoi nuovi impegni. Il suo posto alla voce è stato preso da Vicky Psarakis.
Il 21 marzo 2014 il gruppo ha pubblicato il lyric video per il brano Disconnect Me, pubblicandolo come singolo il 29 aprile insieme al brano inedito Perpetual Notion. Nello stesso giorno il gruppo ha annunciato che verso la fine di aprile sarebbe entrato in studio di registrazione per la realizzazione del quarto album, prodotto da Chris Donaldson e previsto nell'autunno 2014.
Il 9 luglio 2014 il gruppo ha annunciato che il quarto album in studio, intitolato Eye of Providence, sarebbe stato pubblicato il 10 novembre 2014 in tutto il mondo e negli Stati Uniti d'America il giorno successivo. Tuttavia, il 6 novembre 2014, il gruppo ha comunicato il rinvio dell'album al 23 febbraio 2015 in Europa e il giorno seguente negli Stati Uniti d'America.
Tra gennaio e febbraio 2015 il gruppo ha pubblicato i video per i brani Gates of Horn and Ivory, My Witness, Your Victim e Gentle Disease.

### Five(2016-2017)
Il 4 maggio 2016 il gruppo firma un contratto di distribuzione esclusiva con la Napalm Records. Il 20 luglio 2016 il gruppo annuncia Five, quinto album in studio, pubblicato il 30 settembre. L'album è stato anticipato da tre singoli: The Chain, The Moment e Take Me to Church, cover dell'omonimo brano del cantautore irlandese Hozier.
Il 19 luglio 2017 è stato pubblicato il video per il brano The Raven Eyes.

### OrphanseDays Before the World Wept(2019-2021)
Il 20 settembre 2019 il gruppo è tornato sulle scene musicali attraverso il sesto album Orphans, anticipato dall'audio della traccia d'apertura In Vertigo reso disponibile nel mese di giugno. Ad esso ha fatto seguito anche il video per il brano omonimo, diffuso il 15 giugno 2020.
Nel 2021 è invece uscito l'EP Days Before the World Wept, prodotto da Christian Donaldson e composto da cinque brani, tra cui Remnants in Time, scelto come prima anticipazione al disco e per il quale è stato realizzato anche un video.

### Ultimi anni e scioglimento (2022-2023)
Il 10 maggio 2023 gli Agonist hanno annunciato il proprio scioglimento a causa di svariati motivi, tra cui quelli finanziari e personali, specificando comunque che ciascuno dei componenti della formazione avrebbe lavorato su altri progetti.

## Stile musicale
Gli Agonist sono principalmente conosciuti per l'abilità dell'ex cantante Alissa White-Gluz e di Vicky Psarakis di utilizzare sia la voce pulita sia il canto growl e per l'utilizzo da parte del chitarrista Danny Marino di due o più melodie intersecanti e accordi eterodossi spesso con ampi intervalli e spostamenti di ottava. I temi delle canzoni ruotano attorno a preoccupazioni morali come i diritti degli animali, i dilemmi della società e lo stato del mondo.

## Formazione
Ultima
- Danny Marino – chitarra (2004-2023)
- Chris Kells – basso (2004-2023)
- Simon McKay – batteria (2007-2023)
- Pascal "Paco" Jobin – chitarra (2010-2023)
- Vicky Psarakis – voce (2014-2023)

Ex-componenti
- Andrew Tapley – chitarra (2007-2008)
- Chris Adolph – chitarra (2009)
- Alissa White-Gluz – voce (2004-2014)

Ex-turnisti
- Justin Deguire – chitarra (2011)

## Discografia

### Album in studio
- 2007 – Once Only Imagined
- 2009 – Lullabies for the Dormant Mind
- 2012 – Prisoners
- 2015 – Eye of Providence
- 2016 – Five
- 2019 – Orphans

### EP
- 2011 – The Escape
- 2021 – Days Before the World Wept

### Singoli
- 2014 – Disconnect Me
- 2016 – The Chain
- 2016 – The Moment
- 2016 – Take Me to Church